# Morlaci
Morlaci (Mavrovlasi, Morovlasi ili Crni Vlasi; na grčkom: Μαυροβλάχοι, što znači "Crni Vlasi"; iz latinskih dokumenata: Nigri Latini) vlaška nomadska etnička skupina u jadranskom zaleđu nastala stapanjem rimskih kolonista i autohtonih balkanskih naroda poput Ilira i Tračana. Morlaci, čije ime označava u hrvatskom jeziku crne Vlahe, svoje ime dobivaju po odjeći od crnoga sukna, po kojoj su odmah bili prepoznatljivi. Grčki naziv Μαυροβλάχοι (Morovlahi), kasnije će se pretvoriti u latinski oblik Morlachus ili Murlachus, i talijanski Morlacco (La Morlacca je tal. naziv za Dalmatinsku zagoru). Morlaci su nomadski stočari, a rani izvještaji ih spominju kao ljude što kao stočari i nomadi žive u planinskom zaleđu južne jadranske obale, u području Hercegovine, Dalmacije i na jug do Crne Gore. Morlaci su se održali negdje do 15. stoljeća, kada vjerojatno pred pojavom Turaka migriraju na sjever, te dolaze na otok Krk, otuda se prebacuju u Istru, gdje još nešto njihovih potomaka, s očuvanim jezikom (istrorumunjskim) žive pod imenom Ćića ili Ćiribiraca.
Nestankom Morlaka ovim imenom stanovništvo uz obalu počet će nazivat različite pridošle skupine što žive podalje od mora, a taj naziv kasnije će bit zamijenjen nazivom Vlah ili Vlaj bez etničkog značenja, a u Osmanskom Carstvu taj se naziv upotrebljavao u podrugljivom smislu za sve kršćane, posebno one pravoslavne vjere. Ove nove skupine takozvanih Vlaha, koje to u etničkom smislu nisu, različiti autori komentiraju:

## Vanjske poveznice
- Alberto Fortis: Put po Dalmaciji (kompletna knjiga na hrvatskom)
- Ivan Lovrić: Bilješke o knjizi "Put po Dalmaciji" (Lovrićeva knjiga je komentar Fortisove knjige, napisana 1776)   Arhivirana inačica izvorne stranice od 10. studenoga 2011. (Wayback Machine)
- UNESCO Red Book of Endangered Languages: Europe
- Morlaci (Vlasi) gledani s mletačke strane / Grga Novak[neaktivna poveznica]
- Stanovništvo Hrvatske krajem 18. stoljeća (galerija)  Arhivirana inačica izvorne stranice od 18. kolovoza 2017. (Wayback Machine)